# Arachnoide (planetaire geologie)

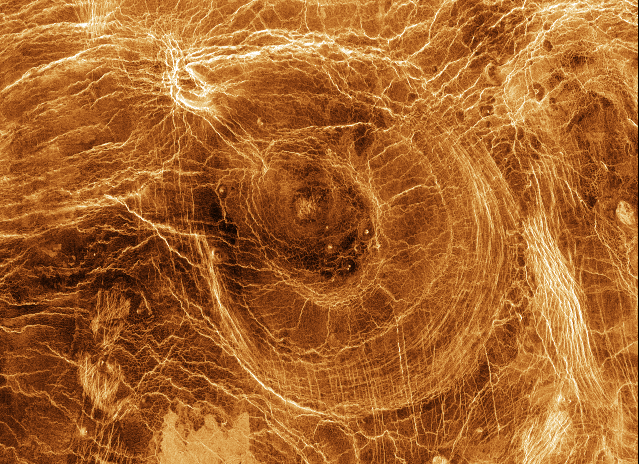
De arachnoide Trotula Corona op Venus

Een arachnoide is in de planetaire geologie een grote geologische structuur die lijkt op een spinnenweb. Ze zijn van onbekende oorsprong en worden alleen gevonden op het oppervlak van de planeet Venus. Ze zijn te zien als concentrische ovalen omgeven door een complex netwerk van breuken. Op Venus zijn anno 2022 meer dan 90 arachnoides geïdentificeerd. Ze variëren in grootte van ongeveer 50 kilometer tot 230 kilometer in diameter.
De arachnoide is misschien een vreemd soort vulkaan, maar het is ook mogelijk dat sommige arachnoides werden gevormd door verschillende andere processen. Een mogelijke verklaring is dat een opwelling van magma vanuit het binnenste van de planeet het oppervlak omhoog duwde waardoor scheuren ontstonden. Een alternatieve theorie over hun oorsprong is dat ze een voorloper zijn van de vorming van coronae.
Veel van wat er bekend is over arachnoides is het resultaat van onderzoeken uitgevoerd door C.B. Dawson en L.S. Crumpler.

## Lijst van arachnoides op Venus
Hieronder een overzicht van de arachnoiden die aanwezig zijn op het Venusoppervlak waaraan een naam is toegeschreven. In totaal heeft het oppervlak van Venus meer dan 250 structuren van dit type. 
| - Maslenita Corona - Schumann-Heink Corona - Nzingha Corona - Anning Paterae - Cassatt Corona - Muzamuza Corona - Malintzin Patera - Aspasia Corona - Mari Corona - Davies Patera - Razia Patera - Audhumla Corona - Keller Patera - Vasudhara Corona | - Mentha Tholus - Stopes Patera - Tituba Corona - Trotula Corona - Yaroslavna Corona - Cavell Corona - Olwen Corona - Hroswitha Patera - Kayanu-Hime Corona - Reneti Corona - Chiun Corona - Benten Corona - Kubebe Corona - Dhisana Corona | - Atse Estsan Corona - Rosemerta Corona - Blai Corona - Hepat Corona - Seia Corona - Krumine Corona - Eigin Corona - Iyatik Corona - Tumas Corona - Beruth Corona - Qetesh Corona - Mayaeul Corona - Lilwani Corona - Inanna Corona | - Ninhursag Corona - Teteoinnan Corona - Hlineu Corona - Latta Corona - Nungui Corona - Banba Corona - Tureshmat Corona - Marzyana Corona - Utset Corona - Toyo-uke Corona - Seiusi Corona - Moombi Corona - Phra Neret Corona |